# MEGUMIママのいるBar
『MEGUMIママのいるBar』（メグミママのいるバー）は、2025年4月1日（3月31日深夜）からテレビ朝日の『バラバラ大作戦』（月曜第2部）で放送されているトークバラエティ番組。MEGUMIの冠番組。
2024年9月19日（18日深夜）・26日（25日深夜）に特別番組として放送されており、2025年4月よりレギュラー化された。

## 出演者
- MEGUMI

## ネット局と放送時間
| 放送対象地域 | 放送局                | 系列           | 放送日時                     | ネット状況 | 備考  |
| ------------ | --------------------- | -------------- | ---------------------------- | ---------- | ----- |
| 関東広域圏   | テレビ朝日（EX）      | テレビ朝日系列 | 火曜 2:17 - 2:36（月曜深夜） | 制作局     |       |
| 新潟県       | 新潟テレビ21（UX）    | テレビ朝日系列 | 火曜 0:50 - 1:15（月曜深夜） | 遅れネット | [ 3 ] |
| 石川県       | 北陸朝日放送（HAB）   | テレビ朝日系列 | 水曜 0:53 - 1:15（火曜深夜） | 遅れネット | [ 4 ] |
| 愛媛県       | 愛媛朝日テレビ（eat） | テレビ朝日系列 | 金曜 0:40 - 1:05（木曜深夜） | 遅れネット | [ 5 ] |

## スタッフ

### レギュラー版
- ナレーション：渋谷裕輝
- 構成：そーたに、興津豪乃、沼倉春香
- カメラ：久世大輔
- 音声：立元捺美
- 美術：高崎絵織
- 美術進行：木滝亜優
- 美術協力：テレビ朝日クリエイト
- 編集：小山雄一郎
- MA：松田直起
- デザイン：鈴木かおり
- 音効：栗田勇児
- 技術協力：SWISH JAPAN
- 編成：村山良太、馬渕真太朗
- 宣伝：石田京子
- デスク：中川千波
- 制作協力：BEE BRAIN
- AP：内山桃華
- ディレクター：山本紗智子、大友淳
- プロデューサー：小澤将、太田兼仁
- 演出・ゼネラルプロデューサー：藤城剛
- 制作：テレビ朝日ビジネスソリューション本部 コンテンツ編成局第1制作部
- 制作著作：テレビ朝日

#### 過去のスタッフ
- 編集：鈴木大助
- 技術協力：IMAGICA
- 編成：宇喜多宏美、北見駿也
- プロデューサー・ディレクター：村越一輝

### 特番
- 構成：そーたに、興津豪乃
- カメラ：久世大輔
- 音声：佐々野昌樹
- 照明：天野高将
- 美術：高崎絵織
- 美術進行：木滝亜優
- 小道具：河瀬郁子
- 装飾：宇都宮沙織
- 美術協力：テレビ朝日クリエイト
- 編集：竹内敏雅
- MA：松田直起
- 音効：栗田勇児
- 技術協力：SWISH JAPAN、KYORITZ、IMAGICA
- 編成：宇喜多宏美、北見駿也
- 宣伝：川越悠平
- デスク：中川千波
- 制作協力：BEE BRAIN
- コンテンツ：荒木美住
- AP：内山桃華
- ディレクター：山本紗智子
- プロデューサー：太田兼仁
- 演出・ゼネラルプロデューサー：藤城剛
- エグゼクティブプロデューサー：加地倫三
- 制作：テレビ朝日ビジネスソリューション本部 コンテンツ編成局第1制作部
- 制作著作：テレビ朝日